# Marshall Sahlins
Marshall David Sahlins (Chicago, 27 dicembre 1930 – 5 aprile 2021) è stato un antropologo statunitense.
Nei suoi studi più recenti Sahlins cercò di dimostrare come le società primitive si siano adattate alla modernità occidentale, una volta avvenuto l'incontro tra le due civiltà.
Dal 2001 diresse la casa editrice Prickly Paradigm.

## Carriera accademica
Studiò all'Università del Michigan diventando allievo di Leslie White e conseguì il suo Ph.D. alla Columbia University nel 1954; fu qui che venne influenzato dalle teorie del suo professore Karl Polanyi e Julian Steward. Divenuto professore all'Università del Michigan, negli anni Sessanta espresse il proprio impegno politico protestando contro la Guerra del Vietnam: nel 1968 firmò la 'Writers and Editors War Tax Protest', un documento che contestava di pagare le tasse in segno di protesta contro la guerra del Vietnam. 
Nel biennio 1967 - 1968 soggiornò a Parigi, dove conobbe l'antropologia francese, diventando grande estimatore soprattutto di Claude Lévi-Strauss, e ricevendo stimoli intellettuali anche da Lucien Lévy-Bruhl, Roger Bastide e Georges Balandier.
Nel 1973 si trasferì all'Università di Chicago, dove poi ricoprì la carica di 'Charles F. Grey Distinguished Service Professor Emeritus of Anthropology and of Social Sciences' . Fu inoltre insignito del titolo di dottore honoris causa all'Università Paris X Nanterre nel 1999 e all'Università Paris Descartes-Sorbonne nel 2011.

## Studi
I lavori di Sahlins rientrano nell'ambito dell'antropologia semantica avviata da Clifford Geertz.
Egli è maggiormente noto per il suo tentativo di dimostrare la sintesi tra storicità e struttura culturale: gli eventi e le azioni dei soggetti storici sono interpretate secondo modelli culturali, ma questi stessi modelli si modificano nel corso del tempo e in relazione a determinati eventi (spesso di rottura). Anche se il suo campo d'indagine è l'intero Pacifico, Sahlins ha sviluppato le proprie ricerche soprattutto nelle Figi e nelle Hawaii.
I suoi primi lavori criticano l'idea dell'homo oeconomicus e vogliono dimostrare come un sistema economico si adatti a particolari circostanze culturali. È ugualmente critico nei confronti della sociobiologia.
Nel libro Evolution and Culture (1960) tratta dell'evoluzione culturale e del neoevoluzionismo. Divide l'evoluzione delle società in 'generale' e 'specifica'. L'evoluzione 'generale' è la tendenza dei sistemi sociali e culturali ad aumentare di complessità, organizzazione e adattamento all'ambiente. Nello stesso tempo, considerato che le varie culture non sono isolate, esiste un rapporto d'interazione e diffusione delle conoscenze (come ad esempio le invenzioni tecnologiche). Un rapporto di questo tipo permette alle culture di evolversi in modi differenti, dal momento che diversi elementi vengono introdotti secondo diverse combinazioni e a diversi stadi evolutivi.
Con la pubblicazione del saggio L'economia dell'età della pietra nel 1972, divenuto poi un classico dell'antropologia, sfata alcuni miti economici svilenti riferiti a società diverse dalle capitalistiche, auspica la nascita della disciplina di antropologia economica o piuttosto come tiene a specificare di una <<economia antropologica>>.
Dopo la pubblicazione di Culture and Practical Reason nel 1976, il suo interesse si sposta verso la ricerca di una relazione tra storia ed antropologia, studiando il modo in cui diverse culture (o modelli culturali) comprendono, narrano e fanno la storia.

## Controversie
Alla fine degli anni Novanta Sahlins viene fortemente criticato da Gananath Obeyesekere, con cui si accende un dibattito che porterà ad un duro scontro tra i due studiosi. La disputa tra i due s'incentra sull'incontro tra James Cook e gli indigeni hawaiani, avvenuto nel 1779. Per Sahlins gli hawaiani avrebbero riconosciuto in Cook il dio Lono, ed il suo assassinio avvenuto un anno dopo è comprensibile solo attraverso questa identificazione: contrastando con le credenze tradizionali, Cook sarebbe ritornato per un guasto all'imbarcazione ed avrebbe così prodotto la necessità di uccidere Lono per rifondare l'ordine e la stabilità temporale del re (il ritorno inaspettato di Lono, nelle leggende, voleva dire scontro aperto e sconfitta con il capo). Il centro del dibattito si trova nella questione della razionalità degli indigeni: se diversa dagli europei (ma ugualmente valida) oppure simile (cioè ugualmente "razionale").
La disputa tra i due porterà ad una serie di pubblicazioni e contro-pubblicazioni, e suscita risposte da parte di altri storici, sociologi o antropologi, con prese di posizione per l'uno o per l'altro (come Robert Borofsky per Sahlins, o Keith Windschuttle per Obeyesekere.
La teoria di Sahlins sulla supposta vita felice, sana e vigorosa dei cacciatori-raccoglitori è stata contestata da : Bird-David 1992; Kaplan 2000; Bogin 2011, che la ritengono basata su prove limitate, ovvero semplicistica e non rispondente alla realtà.

## Opere tradotte in italiano
- 1972 L'economia dell'età della pietra. Scarsità e abbondanza nelle società primitive, Bompiani, Milano, 1980,trd. Lucio Trevisan, Elèuthera, Milano, 2020, ISBN 978 88 33020 64 8
- 1976 Cultura e utilità, il fondamento simbolico dell'attività pratica, trad. Bruno Amato, Bompiani, Milano, 1982
- 1976 Isole di storia. Società e mito nei mari del Sud, Raffaello Cortina Editore, MIlano, 2016
- 1993 "Addio tristi tropici": l'etnografia nel contesto storico del mondo moderno, in L'antropologia culturale oggi (a cura di Robert Borofsky), Meltemi, Roma, 2000
- 1995 Capitan Cook, per esempio. Le Hawaii, gli antropologi, i «nativi», Donzelli, Roma, 1997
- 2008 Un grosso sbaglio. L'idea occidentale di natura umana, Elèuthera, Milano, 2010
- 2012 La parentela. Cosa è e che cosa non è, Elèuthera, Milano, 2014
- 2017 Il potere dei re. Tra cosmologia e politica (con David Graeber), Raffaello Cortina Editore, Milano, 2019
- 2022 La nuova scienza dell'universo incantato. Un'antropologia dell'umanità (quasi tutta), Raffaello Cortina Editore, Milano, 2023